# Rio Umbuzeiro
Rio Umbuzeiro är ett periodiskt vattendrag i Brasilien.   Det ligger i delstaten Rio Grande do Norte, i den östra delen av landet, 1 700 km nordost om huvudstaden Brasília.
Omgivningarna runt Rio Umbuzeiro är huvudsakligen savann. Runt Rio Umbuzeiro är det ganska tätbefolkat, med 67 invånare per kvadratkilometer.